# Abu Dzar Yulianto
Abu Dzar Yulianto (ur. 30 lipca 1985 w Turi Rejo) – indonezyjski wspinacz sportowy, specjalizująca się we wspinaczce na czas. Wielokrotny medalista mistrzostw Azji, dwukrotny mistrz Azji.

## Kariera sportowa
Na igrzyskach azjatyckich w Dżakarcie w 2018 roku zdobył złoty medal w sztafecie we wspinaczce na czas.
Mistrz Azji w sztafecie na czas w roku 2017, a w 2015 zdobył brązowy medal. Indywidualny dwukrotnie srebrny medalista, mistrzostw Azji na czas w 2004-05 roku.

## Osiągnięcia

### Igrzyska azjatyckie
| Konkurencje      | 2018 |
| Sztafeta na czas | 1    |

### Mistrzostwa Azji
| Konkurencje        | 2004 | 2005 | 2013 | 2015 | 2017 |
| Wspinaczka na czas | 2    | 2    | 9    | —    | —    |
| Sztafeta na czas   | —    | —    | —    | 1    | 3    |